# Roy Thomas Baker
Roy Thomas Baker (Hampstead, Londres, Reino Unido, 10 de noviembre de 1946-Arizona, Estados Unidos, 12 de abril de 2025) fue un productor musical, compositor y arreglista angloestadounidense. Ha ganado múltiples premios, ha sido gobernador de la Academia Nacional de Grabación de Artes y Ciencias y ha producido diversos discos de rock que han alcanzado el platino y el oro desde la década de 1970 hasta nuestros días.